# Polychlorierte Biphenyle

PCB-Kongenere
(m = 0, 1, 2, 3, 4 oder 5;
n= 0, 1, 2, 3, 4 oder 5)

Polychlorierte Biphenyle (PCB; polychlorierte Diphenyle, Polychlorbiphenyl, Chlordiphenyl; englisch chlorinated diphenyls) sind giftige und krebsauslösende organische Chlorverbindungen. Sie wurden bis in die 1980er Jahre vor allem in Transformatoren, elektrischen Kondensatoren, in Hydraulikanlagen als Hydraulikflüssigkeit sowie als Weichmacher in Lacken, Dichtungsmassen, Isoliermitteln und Kunststoffen verwendet. PCB zählen inzwischen zu den zwölf als dreckiges Dutzend bekannten organischen Giftstoffen, welche durch das Stockholmer Übereinkommen vom 22. Mai 2001 weltweit verboten wurden. PCB haben sich überall auf der Erde ausgebreitet, sie sind in der Atmosphäre, den Gewässern und im Boden allgegenwärtig nachweisbar.

## Herstellung
Die erste Synthese von polychlorierten Biphenylen wurde im Jahr 1876 beschrieben, ab 1929 erfolgte deren großtechnische Herstellung. Bei der industriellen Synthese zur Herstellung von polychlorierten Biphenylen wird Biphenyl mit Eisen bzw. Eisen(III)-chlorid als Katalysator mit Chlor zur Reaktion gebracht. Je nach Reaktionsbedingungen bilden sich unterschiedlich stark chlorierte Biphenyle. Der bei der Substitutionsreaktion entstandene Chlorwasserstoff wird mit Natronlauge neutralisiert. Das Gemisch von polychlorierten Biphenylen wird anschließend destillativ gereinigt bzw. aufgetrennt. Handelsprodukte kamen als Askarele beispielsweise unter dem Namen Aroclor (Monsanto) zum Einsatz. Der Chlorgehalt lag hierbei zwischen 21 % (Aroclor 1221) und 68 % (Aroclor 1268).
In der Bundesrepublik Deutschland wurde die Produktion von polychlorierten Biphenylen durch die Bayer AG im Jahr 1983 eingestellt. Das Unternehmen Bayer, einziger namentlich bekannter Hersteller von PCB in Deutschland, hatte bereits im Jahr 1972 seine Produktion beschränkt und die Chemikalie nur noch für den Einsatz in geschlossenen Systemen geliefert.

## Verwendung
PCB wurden als Industriechemikalie dort verwendet, wo chemische Stabilität gefordert war. Weitere einsatzbestimmende Eigenschaften waren thermische Stabilität, geringe Wasseraufnahme und Nichtbrennbarkeit. Sie wurden daher bis zum Inkrafttreten der Beschränkungen und Verbote in diversen Anwendungen in reiner Form oder als Beimischung eingesetzt. In der Schweiz waren es – typisch für alle Länder – Isolieröle in Transformatoren, Kondensatoren, Zusatz zu Fugendichtungsmassen und Korrosionsschutzbeschichtungen, wobei die verwendeten Mengen in Transformatoren und Kondensatoren am höchsten war. In Deutschland lag das Haupteinsatzgebiet von PCB ebenfalls bei Dielektrika und Transformatorenölen. In Fugendichtungsmassen, insbesondere im Hochbau, wurden PCB als Weichmacher eingesetzt. Weitere Einsatzgebiete neben den genannten waren Hydrauliköle im Bergbau sowie Trägerflüssigkeit für Insektizide. Seit Anfang der 1930er Jahre kamen PCB zunächst in den USA in Großkondensatoren und als Transformatorenöle sowie als Schmierstoff zum Einsatz. Deutschland und Frankreich wurden nach dem Krieg zweit- und drittgrößter Produzent. 1972 verboten die Schweiz, Schweden und Japan, 1978 Deutschland den Einsatz in offenen Verwendungen (Weichmacher, Fugendichtungsmassen, Farben usw.). Die Herstellung wurde 1977 in den USA und 1983 in Deutschland eingestellt. Insgesamt wurden weltweit mindestens 1,3 Millionen Tonnen PCB hergestellt, allein die Bayer AG produzierte 159.000 t.

## Eigenschaften
PCB besitzen ein Biphenyl-Grundgerüst (zwei über eine Einfachbindung verknüpfte Benzolringe) an dem ein oder mehrere Wasserstoff- durch Chloratome ersetzt sind. Die allgemeine Summenformel lautet somit C12H10−xClx.
PCB sind in reiner Form fast geruchlose Flüssigkeiten oder Feststoffe, technische Produkte können gelblich sein. Polychlorierte Biphenyle sind thermisch und chemisch stabil, schwer entflammbar, elektrisch nicht leitend und superhydrophob. Sie haben eine relativ hohe Dichte von 1,4 g/ml. Der biologische Abbau findet bei hochchlorierten PCB unter anaeroben Bedingungen statt, indem die Chloratome als Elektronenakzeptoren benutzt werden, eine sogenannte Chloratmung. Gering chlorierte PCB können aerob oder anaerob abgebaut werden. Da PCB-abbauende Organismen mangels Stickstoff nicht allein von PCB leben können und in den meisten Fällen wichtige Nährstoffe auch woanders gefunden werden können, werden PCB biologisch kaum abgebaut. Ihr Abbau bringt den Bakterien keinen Vorteil, und es gibt nur wenige Stämme, welche die Gene für die entsprechenden Enzyme aufweisen.
Nach einer Massenvergiftung mit PCB-kontaminierten Lebensmitteln 1968 in Japan (Yushō-Krankheit) wurden Herstellung und Anwendung von PCB in Deutschland 1978 zuerst in offenen Systemen und 1989 generell verboten.
Seit Ende der Übergangsfrist 1999 müssen PCB-Altlasten gemeldet und als Sondermüll entsorgt werden. In Deutschland findet dies z. B. in der Untertagedeponie Herfa-Neurode statt.
PCB diente als Isolieröl (Chlordiphenyl, Askarele) in Kondensatoren, u. a. in Leuchtstofflampen-Leuchten, Waschmaschinen, Wäscheschleudern und anderen älteren Geräten mit Kondensatormotor, in industriellen Anlagen zur Blindstromkompensation und in den früher im Haushalt zum Betrieb von Röhrengeräten üblichen magnetischen Spannungskonstanthaltern. Ausschlaggebend für den Einsatz statt anderen Isolierölen waren die hervorragenden Isoliereigenschaften, die Langzeitstabilität und die Unbrennbarkeit. Die Kondensatoren waren hermetisch dichte Bauformen aus Metall mit Glas- oder Keramikdurchführungen. Chlordiphenyl-haltige Kondensatoren wurden in der DDR ab einem bestimmten Zeitpunkt als solche gekennzeichnet (Aufdruck „Chlordiphenyl“). Chlordiphenyl riecht gegenüber anderen Isolierölen bereits in kleinsten Mengen intensiv fruchtig und kann bereits bei Hautkontakt vom Körper aufgenommen werden.

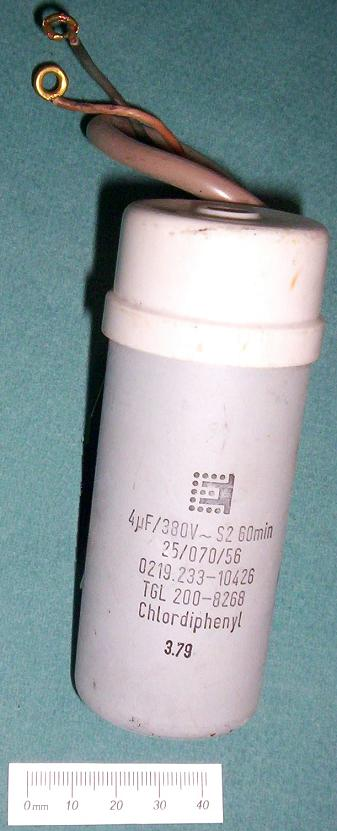
Typischer PCB-haltiger Kondensator von einem Kondensatormotor (Wäscheschleuder, DDR, Baujahr ca. 1979)

Gebäude-Fugendichtungsmassen können auch die Ursache von PCB-Belastungen in Raumluft und schließlich von Personen sein. Betroffen sind hier vor allem in den Jahren 1955–1975 errichtete Beton-Skelett-Bauten.
Ein weiteres Einsatzgebiet sind Weichmacher bzw. Bestandteil von Lacken und Farben. PCB kann in Plastwerkstoffe eindringen, sodass diese pastös werden und schließlich zu fließen beginnen.

## Kongenere der PCB
Polychlorierte Biphenyle (PCB) sind eine Gruppe von 209 Kongeneren, die sich durch unterschiedliche Anzahl und Stellung der Chloratome am Biphenyl unterscheiden:
| PCB-Homolog        | CAS-Nummer | Cl-Substituenten | Anzahl Isomere |
| ------------------ | ---------- | ---------------- | -------------- |
| Monochlorbiphenyl  | 27323-18-8 | 01               | 03             |
| Dichlorbiphenyl    | 25512-42-9 | 02               | 12             |
| Trichlorbiphenyl   | 25323-68-6 | 03               | 24             |
| Tetrachlorbiphenyl | 26914-33-0 | 04               | 42             |
| Pentachlorbiphenyl | 25429-29-2 | 05               | 46             |
| Hexachlorbiphenyl  | 26601-64-9 | 06               | 42             |
| Heptachlorbiphenyl | 28655-71-2 | 07               | 24             |
| Octachlorbiphenyl  | 55722-26-4 | 08               | 12             |
| Nonachlorbiphenyl  | 53742-07-7 | 09               | 03             |
| Decachlorbiphenyl  | 2051-24-3  | 10               | 01             |

Seit 1980 ist eine Nummerierung der PCB gebräuchlich, um die einzelnen Kongenere kurz und eindeutig zu benennen. In technischen Gemischen sind nur etwa 80 bis 100 Kongenere enthalten.
Kongenere mit Chloratomen in zwei para‐ und mindestens zwei meta‐Stellungen sowie mit höchstens einer ortho‐Substitution weisen eine coplanare Struktur auf. Sie werden als coplanare bzw. dioxinähnliche PCB bezeichnet. Sie sind in ihrer chemischen Struktur und damit auch in ihrem Wirkungsmechanismus den Dioxinen ähnlich.

## Umweltauswirkungen
Als Folge von Havarien, unsachgemäßem Abfallmanagement und diffusen Einträgen haben sich PCB in der Umwelt verteilt, reichern sich als persistente und bioakkumulative Stoffe in der Nahrungskette an und können mittlerweile sogar in Fischen in der Antarktis, in den Lebewesen der Tiefsee, in Muttermilch und in menschlichem Fettgewebe nachgewiesen werden.
Zwischen 1950 und 1990 wurde viel PCB beim Bau von Wohnblöcken und anderen Betongebäuden („Plattenbauten“) als Fugendichtungen zwischen den Betonplatten verwendet: Abriss bzw. Sanierung erfordern eine ordentliche und sachgerechte Entsorgung, um weitere große PCB-Quellen zu vermeiden. Auch heute noch stellt PCB in Gebäuden im Bestand einen der bedeutendsten Gebäudeschadstoffe dar.
Im Jahre 1984 wurde der bisher größte diesbezügliche Umweltskandal im damaligen Jugoslawien aufgedeckt: Der slowenische Fluss Krupa und die dortige Karstlandschaft sind jahrzehntelang durch unsachgemäß gelagerte Abfälle der Firma Iskra Kondenzatorji aus Semič mit PCB verseucht worden. Die Verschmutzung wurde rein zufällig von Wissenschaftlern des Gesundheitsamts in Maribor und später auch in Ljubljana entdeckt, als man die Quelle der Krupa untersuchte, um diese zur Trinkwassergewinnung für die Bela krajina zu untersuchen (siehe auch PCB-Verschmutzung der Krupa). Besonders problematisch ist die Tatsache, dass es sich hier um eine Karstlandschaft handelt: Noch heute ist die Belastung durch PCB hoch und kann in Bodenproben, Fischen, im Wasser, in Haustieren usw. nachgewiesen werden.
Im August 2003 wurde ein Vergleich geschlossen, um Einwohner der Stadt Anniston in Alabama zu entschädigen, die jahrelang mit Wissen Monsantos den gesundheitsschädlichen Nebenprodukten der PCB-Erzeugung ausgesetzt waren. Die Produktion war zwar bereits 1976 gesetzlich untersagt worden, doch zog sich der Prozess über Jahrzehnte hin: Monsanto zahlte 390 Mio. US-Dollar, Versicherungen 160 Mio. und Solutia 50 Mio. Andere Kosten wie für Entsorgung sollen 100 Mio. betragen haben, so dass sich der Gesamtumfang auf 700 Mio. US-Dollar belief.
Im Juni 2011 erhob die Staatsanwaltschaft Dortmund Anklage gegen Geschäftsführung und Betriebsleitung der Envio Recycling GmbH & Co. KG: Sie sollen von Mai 2006 bis Mai 2010 behördliche Vorgaben vorsätzlich verletzt haben und dabei unter anderem eine PCB-Kontamination ihrer Beschäftigten in Kauf genommen haben. Auf dem Betriebsgelände der Envio AG wurden PCB-kontaminierte Transformatoren und Kondensatoren unsachgemäß zerlegt. Die Anklage erfolgte in vier Fällen, darunter Körperverletzung.
2014 fingen Forscher am Grund des Marianengrabens im Sirenatief und im Kermadecgraben in Tiefen von mehr als 10.000 m Amphipoden. Bei der Untersuchung dieser Krebse fanden die Forscher stark erhöhte Konzentrationen sowohl von PCB als auch von Polybromierten Diphenylethern (PBDE).
Bei der ehemaligen Deponie La Pila in Hauterive im Schweizer Kanton Freiburg waren im Zeitraum von 1952 bis 1973 unter anderem mit PCB belastete Abfälle deponiert worden. Durch die Lage der Deponie in einer Schleife der Saane, wurden PCB aufgrund von Untersuchungen bei der Deponie und bei Fischen zu den problematischsten Schadstoffen in der Saane erklärt. Rund 31 Tonnen PCB werden in dem vollständigen Aushub der Deponie von 280'000 m3 vermutet. Ende 2021 sprachen sich das Amt für Umwelt des Staats Freiburg und das BAFU für die Variante über den Aushub der oberen Zone der Deponie aus. Die Kosten sollen sich auf rund 150 Millionen Franken belaufen. Die ehemalige Firma Condensateurs Fribourg SA ist als größter Verursacher von PCB-belasteten Abfällen auf der Deponie maßgeblich für deren Verschmutzung verantwortlich. Die rechtliche Nachfolgefirma CFR Properties SA wurde von der Freiburger Regierung zu der Zahlung einer Finanzgarantie von 25 Millionen Franken aufgefordert.

### Menschliche Gesundheit

Strukturen der zwölf dioxinähnlichen PCB

Die akute Toxizität von PCB ist gering, wohingegen eine chronische Giftigkeit schon bei geringen Mengen festzustellen ist: Typische Auswirkungen einer PCB-Vergiftung sind das Auftreten von Chlorakne, Haarausfall, Hyperpigmentierungen, Leberschäden, Teratogenität und eine Schädigung des Immunsystems (Immuntoxizität). PCB bioakkumulieren in der Nahrungskette und stehen in Verdacht, krebserregend zu sein. Außerdem kann die körperliche und geistige Entwicklung durch PCB verzögert werden: Sie stehen in Verdacht, endokrine Disruptoren zu sein, die hormonell wirken und für Unfruchtbarkeit bei Männern und männlichen Tieren, Hodenhochstand sowie für andere hormonell bedingte Erkrankungen verantwortlich sein könnten. Eine EU-Untersuchung hat festgestellt, dass Phthalate, Parabene und PCB unter anderem den Hormonhaushalt von männlichen Föten und Kindern stören und so zu einer Feminisierung führen. Außerdem wird das über die Nahrung aufgenommene PCB mit einem erhöhten Risiko für Bluthochdruck in Verbindung gebracht. Beim Menschen erfolgt die Aufnahme von PCB und Dioxinen zu 90–95 % über die Nahrung, besonders über fetthaltige tierische Lebensmittel. In der Schweiz werden nahezu zwei Drittel dieser Aufnahme über den Verzehr von Milchprodukten und Fleisch aufgenommen.
Die chronische Toxizität macht PCB als Gebäudeschadstoff, z. B. aus alten, mechanisch zerstörten Kondensatoren, Fugendichtungsmassen (vor allem in Betonbauten aus den 60er und 70er Jahren) oder Akustikdecken besonders gefährlich, denn für gewöhnlich ist die Aufenthaltsdauer immunschwacher Menschen (also Kinder, kranker und alter Menschen) in Innenräumen ohnehin besonders hoch. Aufgrund der Anreicherung im Fettgewebe sind selbst kleinste laufend aufgenommene Mengen schädlich. Das Gift reichert sich in Organismen am Ende der Nahrungskette an. Vor diesem Hintergrund sind die Bewertungen einmaliger Kontaminationen zu sehen (z. B. der Futtermittel- bzw. Schweinefleisch-Verunreinigungsfall Anfang Dezember 2008 in Irland): eine einmalige Aufnahme von Nahrungsmitteln mit hundertfach höherem Gehalt an PCB als der Grenzwert es zulässt ist zwar bedenklich, führt aber zu keinen akuten Vergiftungserscheinungen, da der Grenzwert für eine tägliche, lebenslange Aufnahme unter Berücksichtigung der Anreicherung getroffen wurde.
Aufgrund ihrer Fettlöslichkeit werden PCB auch bei bloßem Hautkontakt vom Körper aufgenommen. In PCB-belasteten Gebäuden kann es zu einer erhöhten Innenraumbelastung mit PCB kommen. Bei Personen, die sich in diesen belasteten Räumen aufhalten, können teilweise erhöhte PCB-Werte im Blut nachgewiesen werden.
Defekte Kondensatoren oder andere entsprechende Kontaminationen können anhand des fruchtigen Geruchs identifiziert werden: Öle auf Basis von Kohlenwasserstoffen riechen kaum.

### Tierwelt
Trotz des Verbots der Herstellung von PCB Ende der 1970er in den USA und in der EU in den 1980er Jahren reichern sich die Stoffe aufgrund ihrer Langlebigkeit nach wie vor an der Spitze der Nahrungspyramiden („am Ende der Nahrungskette“) an: Bei Meeressäugern wie Schwertwalen z. B. be- bzw. verhindern sie die Fortpflanzung. Die im Gewebe von Schwertwalen gefundene PCB-Konzentration beeinflusst die Fortpflanzung und das Immunsystem der Tiere und bedroht weltweit über die Hälfte der Schwertwalpopulationen. Betroffen sind vor allem Populationen, die in der Nähe von Industrieregionen leben.
Bei Fleischprodukten kann eine Kontamination z. B. von PCB-haltigen Farbanstrichen in Ställen stammen. So rief das Bundesamt für Landwirtschaft 2016 in der Schweiz die Arbeitsgruppe «Nationale Strategie zu PCB in tierischen Lebensmitteln von Nutztieren» ins Leben. Das Bundesamt für Gesundheit hatte in Kalbfleischproben überraschend dioxinähnliche PCB gefunden. Von 53 untersuchten Mutterkuh-Betrieben waren deren zwei mit PCB belastet. Die Menge überschritt den gesetzlich festgelegten Höchstgehalt teilweise um fast das Fünffache. Auch Milchproben lagen über dem Höchstgehalt. Quellen der Belastung war im einen Fall eine PCB-haltige Anstrichfarbe im Stall, im anderen die Aufnahme von kontaminiertem Gras und Erdreich.

### Brandeinwirkung
Bei Hitze- und Brandeinwirkung (Gebäudebrände, unsachgemäße Entsorgung oder verunreinigter Metallschrott) entstehen aus polychlorierten Biphenylen unter anderem polychlorierte Dibenzodioxine und Dibenzofurane (umgangssprachlich Dioxine). Daher wurde unter anderem bereits in einer Richtlinie zum Umgang mit PCB-haltigen Kondensatoren aus dem Jahre 1987 darauf hingewiesen, dass für Aufstellorte von PCB-Kondensatoren besondere Brandschutzmaßnahmen getroffen werden müssen, dass bei der Brandbekämpfung einer Erhitzung entgegengewirkt werden muss und dass bei Brandeinfluss ein Zutritt nur mit Ganzkörperschutz und luftunabhängigem autonomem Atemgerät möglich ist.
Es muss vermieden werden, dass PCB in nicht dafür ausgerüstete Müllverbrennungsanlagen (d. h. ohne Nacherhitzung der Abgase) oder in den Metallschrott gelangen (siehe hierzu auch TCDD als Giftstoff).

## Bekämpfung, Vorsorge und Verbote

### Deutschland
Am 14. Februar 1989 wurde die Herstellung, die Inverkehrbringung und die Verwendung in der Bundesrepublik Deutschland verboten. Die Verbote bei Kondensatoren und Transformatoren traten zeitlich gestaffelt in Kraft.
Die deutsche PCB-Richtlinie kennt zwei Grenzwerte: den Vorsorge- und den Grenzwert (300 bzw. 3000 ng/m³ Raumluft):
- Räume mit über 3000 ng/m³ müssen sofort saniert werden,
- in Räumen mit über 300 ng/m³ ist nach Möglichkeit der Grund der Belastung zu beseitigen; der Raum sollte möglichst gut gelüftet werden, um die Konzentration so gering wie möglich zu halten.

Daneben gibt es Höchstmengen für das Vorkommen von PCB in Lebensmitteln:
- Auf der europäischen Ebene sind die Höchstgrenzen für PCB in verschiedenen Lebensmittel bzw. deren Vorprodukte wie z. B. Tiere in der Verordnung (EG) Nr. 1881/2006 festgelegt.[46]
- Soweit die EU-Verordnung diese nicht regelt sind sie im bundesdeutschen Recht in Abschnitt 4 der Anlage zur Kontaminanten-Verordnung aufgeführt.[47]

### Entsorgung
Bis zum EU-weiten Verbot kam die Untertage-Endlagerung von belasteten Bauteilen und Geräten zur Anwendung. Seit 2007 ist das nicht mehr zulässig. Bis dahin wurden z. B. PCB-gefüllte Transformatoren und Kondensatoren entleert, mit einem Bindegranulat gefüllt, wieder verschlossen und in die Untertagedeponie verbracht. Auch heute werden die Transformatoren abgelassen, dann jedoch gespült, zerlegt und erneut gespült, bis eine PCB-Konzentration unter 50 ppm erreicht ist und die Metalle dem Recycling zugeführt werden können. Organische PCB-kontaminierte Stoffe wie auch Reste von Kondensatoren werden kontrolliert verbrannt.
Transformatorenöle mit PCB-Beimischungen unter 0,2 % wurden vor Ort ausgetauscht.
Nur wenige Sondermüllverbrennungsanlagen erfüllen die zur vollständigen Zerstörung der PCB notwendige Voraussetzung: Erhitzung auf über 1000 °C unter Sauerstoff-Zufuhr.
In einem Merkblatt des ZVEI finden sich Entsorgungshinweise für elektrotechnische Bauteile und insbesondere eine nach Herstellern aufgeschlüsselte Tabelle mit typischen Kennzeichnungen auf Kondensatoren.

### Erkennbarkeit
Verbreitete Unkenntnis führte und führt noch immer zu ernsten Umweltkontaminationen und gesundheitlichen Risiken. Es sind Fälle dokumentiert, wie es beispielsweise durch Bauschutt, Lackreste oder Verbrennen kontaminierten Holzes zur Aufnahme durch Nutztiere und in der Folge zu vergifteten Nahrungsmitteln kam. Eine potentielle Gefahrenquelle sind ölgefüllte oder getränkte Transformatoren und Kondensatoren, die fest installiert oder im Fall von Kondensatoren auch Bestandteil von Geräten waren oder sind. Bleiben die Geräte und Installationen unversehrt, besteht keine Gefahr. Bei Abriss und Entsorgung wurden und werden die hermetisch verschlossenen Gehäuse jedoch häufig in Unkenntnis zerstört, und es tritt vor Ort, beim Transport oder im Recycling-Betrieb eine Kontamination ein (Personen, Gebäude, Arbeitsmittel, Erdreich). Insbesondere Kondensatoren sind ein Langzeitrisiko, da sie vielerorts auch in kleinen Bauformen eingesetzt wurden. Bauteile mit Füllmengen <100 ml dürfen bis Gebrauchsende weiterbetrieben werden, wohingegen Installationen mit größeren Füllmengen nicht weiterbetrieben werden dürfen und entsorgt werden müssen. Einsatzgebiete von PCB als Tränk- und Isolierstoff können im Zeitraum von etwa 1960 bis in die 1980er Jahre hergestellte elektrische Geräte und Elektro-Installationen sein:
- Phasenschieberkondensatoren und Anlagen zur Blindleistungskompensation
- Magnetische Spannungskonstanthalter, die früher dem Betrieb von Röhren-Fernsehgeräten dienten
- mit Kondensatormotor betriebene Geräte, zum Beispiel Waschmaschinen, Wäscheschleudern
- Leuchtstofflampen-Leuchten mit Kompensationskondensator in jeder Leuchte
- Kabelschächte[50]

Da PCB nicht durch Plastwerkstoffe zurückgehalten werden, können folgende Erkennungsmerkmale von Kondensatoren zusammengetragen werden:
Kondensatoren, die PCB enthalten könnten (oft auch anhand des Aufdruckes erkennbar)
- Gehäuse aus (lackiertem) Stahlblech, Isolierdurchführungen aus Glas oder Keramik

Kondensatoren, die kein PCB enthalten
- Gehäuse aus (unlackiertem) Aluminium, Kunststoff-Deckel mit Anschlüssen verbördelt oder Anschlüsse im Harzverschluss
- Gehäuse aus Kunststoff oder Kunstharz

Bei den Buchstabenkennzeichnungen/Typen der Kondensatoren MP, MKK, MKP, MPP, MKV, MFV, MPK sowie LK und LP kann davon ausgegangen werden, dass sie kein PCB enthalten. In Zweifelsfällen lassen sich Kondensatoren mit unleserlicher oder unvollständiger Beschriftung durch Berechnung des Raumgewichts nach Verwiegung und Vermessung identifizieren. Ab Herstelldatum 1988 kann man von PCB-freien Kondensatoren ausgehen.
Da Chlordiphenyl einen charakteristisch fruchtigen Geruch hat, können zerstörte Gehäuse und Verunreinigungen sowie auch stark kontaminierte Orte daran oft noch Jahrzehnte lang erkannt werden.

### Grenzwerte
| Bereich                                                                          | Grenzwerte | Quelle        |
| -------------------------------------------------------------------------------- | --- | ------------- |
| toxikologisch begründeter Gefahrenwert                                           | 200 ng/m³ für Aufenthalt weniger als 7 Stunden 70 ng/m³ für Aufenthalt mehr als 7 Stunden | [ 52 ]        |
| toxikologisch begründeter Raumluftvorsorgewert                                   | 20 ng/m³ für Aufenthalt weniger als 7 Stunden 10 ng/m³ für Aufenthalt mehr als 7 Stunden | [ 52 ]        |
| momentan gültige Raumluft-Interventionswerte für Innenräume                      | 3000 ng/m³ In einigen Bundesländern wird dieser Wert auf die Aufenthaltsdauer umgerechnet, d. h. 9000 ng/m³ für Schulen und Arbeitsplätze | [ 53 ]        |
| momentan gültige Raumluft-Vorsorgewerte für Innenräume                           | 300 ng/m³ In einigen Bundesländern wird dieser Wert auf die Aufenthaltsdauer umgerechnet, d. h. 900 ng/m³ für Schulen und Arbeitsplätze | [ 53 ]        |
| momentan gültiger Luftgrenzwert für Arbeitsplätze mit bekanntem Schadstoffumgang | Seit 2015 gilt ein MAK-Wert (Maximale Arbeitsplatzkonzentration) bzw. seit 2016 ein AGW (Arbeitsplatzgrenzwert) von 3 µg/m³ in der einatembaren Fraktion. Der Wert berechnet sich als Summe der Indikatorkongenere (PCB 28 + PCB 52 + PCB 101 + PCB 138 + PCB 153 + PCB 180) × 5. | [ 54 ] [ 55 ] |
| Luftgrenzwert für Schwangere                                                     | Der Länderausschuss für Arbeitsschutz und Sicherheitstechnik (LASI) hat im Jahr 2002 empfohlen, für schwangere Arbeitnehmerinnen den Vorsorgewert von 300 ng/m³ (bezogen auf 24 Stunden) einzuhalten.                                                                             | [ 56 ]        |

Zur Bestimmung von PCB-Konzentrationen müssten theoretisch die Konzentrationen aller Kongenere bestimmt und aufsummiert werden, was aus praktischen Gründen nicht möglich ist. Daher werden vereinfachte Methoden angewandt. In der Altlasten-Verordnung wird die PCB-Konzentration als die Summe der Kongenere PCB 28, PCB 52, PCB 101, PCB 138, PCB 153 und PCB 180, multipliziert mit dem Faktor 4,3, definiert.
| Bereich                                                                                                 | Grenzwerte | Quelle        |
| --- | --- | ------------- |
| Grenzwert für Stoffe, Zubereitungen und Erzeugnisse                                                     | Materialien, die mehr als 50 mg PCB/kg enthalten, dürfen nur in einer hierfür zugelassenen Anlage entsorgt werden. | [ 56 ] [ 58 ] |
| Fleisch und Fleischerzeugnissen Rinder, Schafen, Ziegen Geflügel Schweine                               | 4,0 pg/g Fett (WHO-PCDD/F-PCB-TEQ) und 40 ng/g Fett (Summe aus Kongeneren 28, 52, 101, 138, 153, 180) 3,0 pg/g Fett (WHO-PCDD/F-PCB-TEQ) und 40 ng/g Fett (Summe aus Kongeneren 28, 52, 101, 138, 153, 180) 1,25 pg/g Fett (WHO-PCDD/F-PCB-TEQ) und 40 ng/g Fett (Summe aus Kongeneren 28, 52, 101, 138, 153, 180) | [ 59 ]        |
| Leber von Rindern, Ziegen, Geflügel, Schweinen und Pferden Schafen                                      | 0,5 pg/g Frischgewicht (WHO-PCDD/F-PCB-TEQ) und 3 ng/g Frischgewicht (Summe aus Kongeneren 28, 52, 101, 138, 153, 180) 2,0 pg/g Frischgewicht (WHO-PCDD/F-PCB-TEQ) und 3 ng/g Frischgewicht (Summe aus Kongeneren 28, 52, 101, 138, 153, 180)                                                                      | [ 59 ]        |
| Muskelfleisch von Fisch und Fischereierzeugnisseny sowie ihren Verarbeitungserzeugnissen (ohne Wildaal) | 6,5 pg/g Frischgewicht WHO-PCDD/F-PCB-TEQ 75 ng/g Frischgewicht (Summe aus Kongeneren 28, 52, 101, 138, 153, 180) | [ 59 ]        |
| Höchstgehalt in Muskelfleisch von Wildaal (Anguilla anguilla) sowie dessen Erzeugnissen                 | 10 pg/g Frischgewicht WHO-PCDD/F-PCB-TEQ 300 ng/g Frischgewicht (Summe aus Kongeneren 28, 52, 101, 138, 153, 180) | [ 59 ]        |

### Stockholmer Übereinkommen
Die meisten Staaten – Ausnahmen sind etwa die Vereinigten Staaten – haben das Stockholmer Übereinkommen über persistente organische Schadstoffe von 2001 (POP- bzw. Stockholm-Konvention) ratifiziert: es trat 2004 in Kraft und verbietet die Herstellung und Verwendung von PCB und schreibt die Identifizierung und Vernichtung von PCB-haltigen Flüssigkeiten bis 2028 vor.

## Analytik
Anfangs bereitete die Analytik von PCB in Umweltproben Schwierigkeiten, was auch zu einer späten Entdeckung von PCB in der Umwelt führte, weil chemisch ähnliche Pestizide und Insektizide wie DDT den Nachweis erschwerten. Zur Bestimmung wird die Probe zunächst mit einem organischen Lösungsmittel (z. B. Hexan) extrahiert und anschließend die PCB über säulenchromatographische Verfahren angereichert. Die anschließende quantitative Analyse von PCB erfolgt dann mit gaschromatographischen Verfahren. Wegen des großen Aufwands, sämtliche 209 Kongenere zu messen, wurde ein Verfahren implementiert, das nur sechs Kongenere (28, 52, 101,138, 153 und 180) als charakteristische Indikatoren erfasst. In Fließgewässern eignen sich PDMS-Passivsammler zur repräsentativen Probenahme.

## Filme
- 2018: Das vergessene Gift. Wie PCB uns alle belastet. Dokumentarfilm von Florian Nöthe für den Südwestrundfunk (SWR).
- 2017: Umwelthormone – Verlieren wir den Verstand? Arte-Dokumentarfilm
- 2008: Monsanto, mit Gift und Genen. Dokumentarfilm von Marie-Monique Robin